# Gare de Saincaize
Gare de Saincaize – stacja kolejowa w Saincaize-Meauce, w departamencie Nièvre, w regionie Burgundia-Franche-Comté, we Francji.
Jest stacją kolejową Société nationale des chemins de fer français (SNCF), obsługiwaną przez pociągi Intercités i TER Bourgogne.

## Położenie
Znajduje się na wysokości 182 m n.p.m., na km 263,602 linii Moret – Lyon, pomiędzy stacjami Nevers i Saint-Pierre-le-Moûtier. Jest też stacją końcową linii z Vierzon.

## Usługi
Jest obsługiwana przez pociągi Intercités Paryż - Clermont-Ferrand i TER Bourgogne.